# Anna Karenina (filme de 1935)
Anna Karenina é um filme estadunidense de 1935, do gênero drama, dirigido por Clarence Brown e com roteiro baseado no romance Anna Karenina, de Leon Tolstói.

## Sinopse
Uma belíssima mulher da nobreza russa, casada e com um filho, conhece e se apaixona por um oficial ao visitar sua cunhada em Moscou. Ela tenta o divórcio, mas o marido não aceita. Então, ela o abandona e vai para a Itália com o amante, vivendo os tórridos momentos de paixão que, entretanto, aos poucos se resfria até culminar com o trágico final.

## Elenco
- Greta Garbo .... Anna Karenina
- Fredric March .... Vronsky
- Freddie Bartholomew .... Sergei
- Maureen O'Sullivan .... Kitty
- May Robson .... condessa Vronsky
- Basil Rathbone .... Karenin
- Reginald Owen .... Stiva
- Phoebe Foster .... Dolly
- Reginald Denny .... Yashvin
- Gyles Isham .... Levin
- Joan Marsh .... Lili

## Principais prêmios e indicações
Festival de Veneza 1935 (Itália)
- Ganhou o Mussolini Cup na categoria de melhor filme estrangeiro.

Prêmio NYFCC 1936 (New York Film Critics Circle Awards, EUA)
- Venceu na categoria de melhor atriz (Greta Garbo).